# Тенна (Италия)
Тенна (итал. Tenna) — коммуна в Италии, располагается в провинции Тренто области Трентино-Альто-Адидже.
Население составляет 976 человек (2008 г.), плотность населения составляет 325 чел./км². Занимает площадь 3 км². Почтовый индекс — 38050. Телефонный код — 0461.
В коммуне 25 марта особо празднуется Благовещение Пресвятой Богородицы.

## Демография
Динамика населения:

## Администрация коммуны
- Официальный сайт: http://www.comune.tenna.tn.it/